# Verkehrsfreigabe

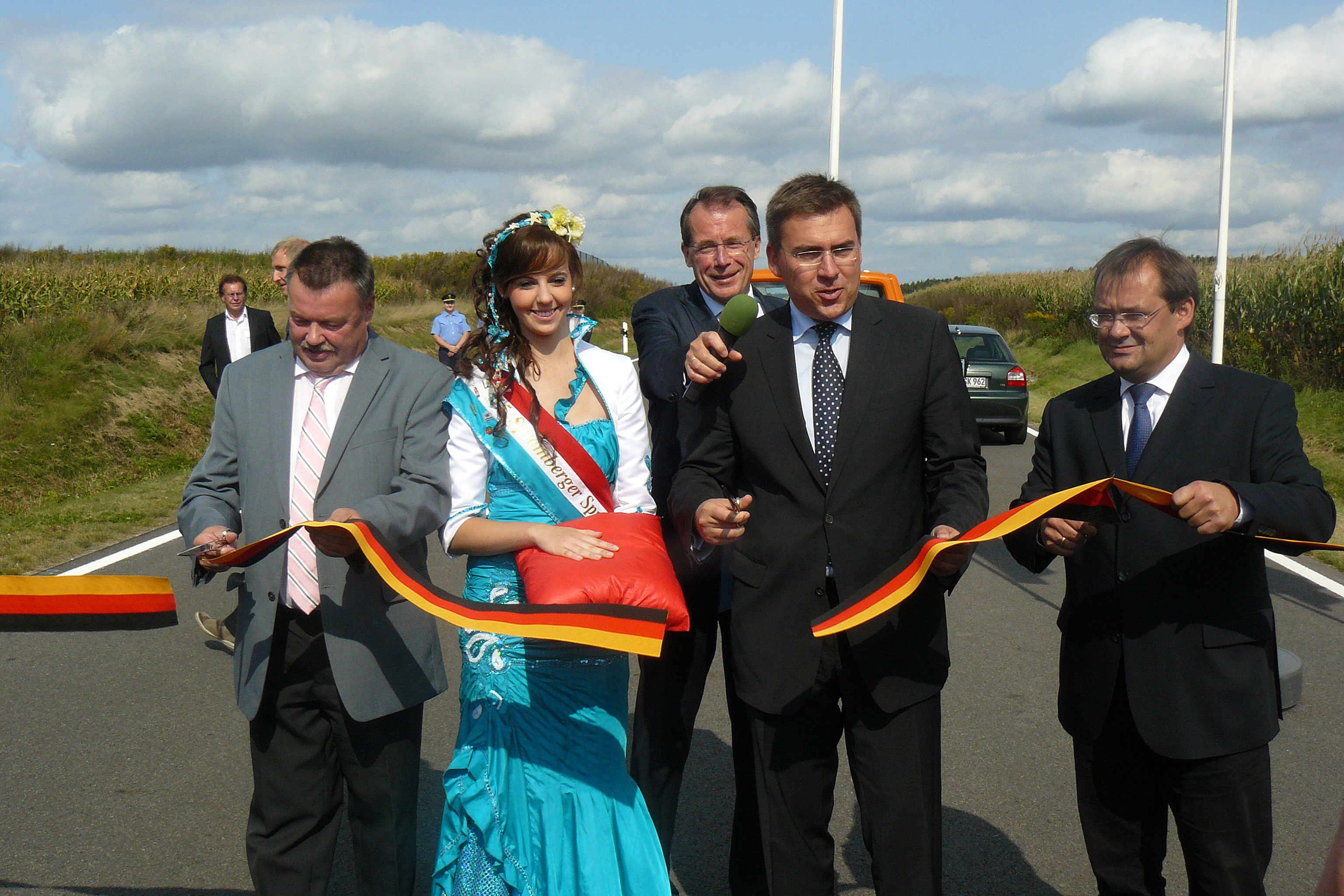
Verkehrsfreigabe der Umgehungsstraße B 97 bei Spremberg

Unter Verkehrsfreigabe versteht man im Verkehrswesen die Eröffnung einer Strecke  oder eines Verkehrsbauwerks nach der Fertigstellung und der baurechtlichen Abnahme.
Eine Verkehrsfreigabe ist oft eine feierliche Zeremonie, welche oftmals durch einen Minister  oder eine andere hochrangige Person (Schirmherrschaft) geleitet wird und einem genauen Protokoll folgt. Mit der Verkehrsfreigabe sind die Verkehrsbauwerke für jedermann dem Verkehrszweck folgend benutzbar.